# Hyboteles toxopeusi
Hyboteles toxopeusi är en stekelart som beskrevs av Van Achterberg 1984. Hyboteles toxopeusi ingår i släktet Hyboteles och familjen bracksteklar. Inga underarter finns listade i Catalogue of Life.